# Cremanthodium laciniatum
Cremanthodium laciniatum là một loài thực vật có hoa trong họ Cúc. Loài này được Ling & Y.L.Chen ex S.W.Liu mô tả khoa học đầu tiên năm 1984.